# Alfredo Pián
Alfredo Pián,  argentinski dirkač formule 1, * 21. oktober 1912, Las Rosas, Argentina, † 25. julij 1990, Argentina.
Alfredo Pián je pokojni argentinski dirkač Formule 1. V svoji karieri je nastopil le na drugi dirki sezone 1950 za Veliko nagrado Monaka, kjer mu zaradi okvare dirkalnika Maserati 4CLT/48 manjšega moštva Scuderia Achille Varzi sploh ni uspelo štartati. Umrl je leta 1990.

## Popolni rezultati Formule 1
(legenda) (odebeljene dirke pomenijo najboljši štartni položaj, poševne pa najhitrejši krog, †-uvrščen kljub odstopu)
| Leto | Moštvo             | Šasija           | Motor               | 1  | 2       | 3   | 4   | 5   | 6   | 7   | Prv | Toč |
| ---- | ------------------ | ---------------- | ------------------- | -- | ------- | --- | --- | --- | --- | --- | --- | --- |
| 1950 | Scd. Achille Varzi | Maserati 4CLT/48 | Maserati Straight-4 | VB | MON DNS | 500 | ŠVI | BEL | FRA | ITA | -   | 0   |